# روبرتو ديلا كاسا
روبرتو ديلا كاسا (بالإيطالية: Roberto Della Casa)‏ هو ممثل إيطالي، ولد في 14 أكتوبر 1942 في روما في إيطاليا.

## أعمال

### أفلام
- (2012) إلى روما مع الحب[2]

## وصلات خارجية
- روبرتو ديلا كاسا على موقع IMDb (الإنجليزية)
- روبرتو ديلا كاسا على موقع ألو سيني (الفرنسية)
- روبرتو ديلا كاسا على موقع قاعدة بيانات الأفلام السويدية (السويدية)
- روبرتو ديلا كاسا على موقع قاعدة بيانات الفيلم (الإنجليزية)
- روبرتو ديلا كاسا على موقع كينوبويسك (الروسية)